# Tchalkane
Cet article concerne la langue tchelkane. Pour le peuple tchelkane, voir Tchelkanes.
Le tchalkan (ou tchelkan, tchalqandu) est une langue turque parlée  dans la République de l'Altaï en Russie.

## Les Tchalkan
Les Tchalkan sont parfois appelés « Lebed » (en russe, Лебедины, Lebediny), du nom de la rivière qui coule dans la République de l'Altaï, ou Qu'Kiji. Au recensement de Russie de 2002, leur population s'élevait à 855 personnes.

## Classification interne
La langue est classée dans le groupe sibérien des langues turques. Elle est considérée comme un des dialectes septentrionaux de l'altaï. Ce sous-groupe comprend, outre le tchalkan, le tuba-kiji et le qumanda.

## Sources
- (ru) Баскаков, Н.A., Диалект чернёвых татар (туба-кижи), Северные диалекты алтаиского (ойротского) языка, 2 volumes, Moscou, Nauka, 1965-1966.